# Ada Bojana
Ada Bojana (v srbské cyrilici Ада Бојана, albánsky Ada e Bunës) je ostrov v deltě řeky Bojany/Buny, nacházející se na hranici mezi Černou Horou a Albánií, na břehu Jaderského moře. Je znám především díky své nudistické pláži, která je dlouhá tři kilometry.
Ada Bojana byla v době napjatých vztahů mezi Jugoslávií a Albánií uzavřenou pohraniční zónou. Díky tomu byla dobře uchráněna místní unikátní příroda od rozvoje turistiky. Tato situace se sice po roce 1991 částečně změnila; nicméně i v současné době je Ada Bojana spíše místem pro klidný rybolov (ke kterému slouží místním). Řada druhů (ať už fauny či flóry) je pro oblast delty řeky Bojany unikátní.
V roce 1973 byla na ostrově zřízena nudistická pláž. I v současné době je ostrov naturistickým centrem, byť zde byly vybudovány různé hotely a restaurace.